# Green (Kansas)
Green és una població dels Estats Units a l'estat de Kansas. Segons el cens del 2000 tenia 147 habitants.

## Demografia
Segons el cens del 2000, Green tenia 147 habitants, 58 habitatges, i 41 famílies. La densitat de població era de 283,8 habitants/km².
Dels 58 habitatges en un 41,4% hi vivien nens de menys de 18 anys, en un 50% hi vivien parelles casades, en un 13,8% dones solteres, i en un 29,3% no eren unitats familiars. En el 24,1% dels habitatges hi vivien persones soles el 10,3% de les quals corresponia a persones de 65 anys o més que vivien soles. El nombre mitjà de persones vivint en cada habitatge era de 2,53 i el nombre mitjà de persones que vivien en cada família era de 3,05.
Per edats la població es repartia de la següent manera: un 34% tenia menys de 18 anys, un 8,2% entre 18 i 24, un 29,3% entre 25 i 44, un 19% de 45 a 60 i un 9,5% 65 anys o més.
L'edat mediana era de 30 anys. Per cada 100 dones de 18 o més anys hi havia 98 homes.
La renda mediana per habitatge era de 27.083 $ i la renda mediana per família de 29.167 $. Els homes tenien una renda mediana de 21.750 $ mentre que les dones 27.500 $. La renda per capita de la població era d'11.171 $. Entorn del 5,3% de les famílies i el 4,4% de la població estaven per davall del llindar de pobresa.

## Poblacions més properes
El següent diagrama mostra les poblacions més properes.